# Lijst van rijksmonumenten in Utrecht (stad)/Trans
De stad Utrecht telt in totaal 1.402 inschrijvingen in het rijksmonumentenregister. De Trans in het centrum telt 16 rijksmonumenten. Hieronder een overzicht.
| Object | Oorspronkelijke functie?  | Bouwjaar | Architect       | Locatie      | Coördinaten?                | Nr.?   | Afbeelding        |
| --- | ------------------------- | -------- | --------------- | ------------ | --------------------------- | ------ | ----------------- |
| Pand met langgerekte gevel met rechte kroonlijst                                                                   | Woonhuis                  | 18e eeuw |                 | Trans 1      | 52° 5' 23" NB, 5° 7' 20" OL | 18355  | Meer afbeeldingen |
| Pand met gepleisterde gevel met rechte kroonlijst                                                                  | Woonhuis                  | 19e eeuw |                 | Trans 3      | 52° 5' 23" NB, 5° 7' 21" OL | 18356  | Meer afbeeldingen |
| Pand met brede gevel met rechte kroonlijst vooruitspringende middenpartij, zeven ramen breed                       | Woonhuis                  | 19e eeuw |                 | Trans 4      | 52° 5' 24" NB, 5° 7' 21" OL | 18364  | Meer afbeeldingen |
| Pand met gepleisterde trapgevel                                                                                    | Woonhuis                  | 17e eeuw |                 | Trans 5      | 52° 5' 23" NB, 5° 7' 21" OL | 18357  | Meer afbeeldingen |
| Pand met gepleisterde gevel met rechte kroonlijst                                                                  | Woonhuis                  | 17e eeuw |                 | Trans 6      | 52° 5' 24" NB, 5° 7' 21" OL | 18365  | Meer afbeeldingen |
| Pand met lijstgevel                                                                                                | Woonhuis                  | 19e eeuw |                 | Trans 7      | 52° 5' 23" NB, 5° 7' 22" OL | 18358  | Meer afbeeldingen |
| Pand met gepleisterde zeven ramen brede gevel met rechte kroonlijst, zadeldak tussen trapgevels aan de korte zijde | Woonhuis                  | 17e eeuw |                 | Trans 8      | 52° 5' 24" NB, 5° 7' 22" OL | 18366  | Meer afbeeldingen |
| Pand met lijstgevel                                                                                                | Woonhuis                  | 18e eeuw |                 | Trans 9      | 52° 5' 23" NB, 5° 7' 22" OL | 18359  | Meer afbeeldingen |
| Pand met statige zeven ramen brede gevel, rechte getande kroonlijst, zadeldak tussen topgevels aan de korte zijde  | Woonhuis                  | 17e eeuw |                 | Trans 10     | 52° 5' 24" NB, 5° 7' 22" OL | 18367  | Meer afbeeldingen |
| Poortje met engelenkop als sluitsteen, gedekt door kroonlijst met triglyphen en metopen                            | Erfscheiding              | 17e eeuw |                 | Trans bij 10 | 52° 5' 24" NB, 5° 7' 23" OL | 18369  | Meer afbeeldingen |
| Pand met lijstgevel                                                                                                | Woonhuis                  |          |                 | Trans 11     | 52° 5' 23" NB, 5° 7' 22" OL | 18360  | Meer afbeeldingen |
| Pand met lijstgevel en zadeldak                                                                                    | Woonhuis                  | 18e eeuw |                 | Trans 12     | 52° 5' 24" NB, 5° 7' 24" OL | 18368  | Meer afbeeldingen |
| Lijstgevel, gepleisterd                                                                                            | Woonhuis                  | 18e eeuw |                 | Trans 13     | 52° 5' 23" NB, 5° 7' 23" OL | 18361  | Meer afbeeldingen |
| Pand met gevel met rechte kroonlijst op consoles                                                                   | Woonhuis                  | 18e eeuw |                 | Trans 15     | 52° 5' 23" NB, 5° 7' 23" OL | 18362  | Meer afbeeldingen |
| Pand met lijstgevel                                                                                                | Woonhuis                  | 19e eeuw |                 | Trans 17     | 52° 5' 23" NB, 5° 7' 23" OL | 18363  | Meer afbeeldingen |
| Sic Semper | Vergadering en vereniging | 1890     | P.J. Houtzagers | Trans 19     | 52° 5' 23" NB, 5° 7' 24" OL | 514222 | Meer afbeeldingen |